# Senior (Kirche)
Senior ist eine Amtsbezeichnung, die in evangelischen Kirchen gebräuchlich war und in manchen auch noch ist. Das Amt schloss und schließt immer eine Leitungs- bzw. Aufsichtsfunktion ein.

## Deutschland
In deutschen evangelisch-lutherischen städtischen Kirchentümern war Senior die Amtsbezeichnung für den Vorsitzenden des Geistlichen Ministeriums, der Gesamtvertretung der regionalen Geistlichkeit.
Der Senior war entweder der dienstälteste Pastor oder wurde von den Mitgliedern des Geistlichen Ministeriums aus ihren Reihen gewählt. In Hamburg war bis 1981 der dienstälteste Hauptpastor der Senior und damit Vertreter des Landesbischofs.
Als Vertreter der Geistlichkeit stand er dem Superintendenten gegenüber, der vom Inhaber des landesherrlichen Kirchenregiments ernannt wurde, war aber oft auch dessen Stellvertreter. In manchen Städten (z. B. Hamburg und Lübeck), gingen die kirchenaufsichtlichen Befugnisse ganz auf den Senior über.
Mit dem Wegfall des landesherrlichen Kirchenregiments 1918 und dem Aufkommen synodaler und bischöflicher Kirchenleitungsformen verlor das Amt an Bedeutung. Es wurde im Verlauf des 20. Jahrhunderts abgeschafft.
Erhalten geblieben ist der Titel für den Superintendenten des Kirchenkreises Erfurt in der Evangelischen Kirche in Mitteldeutschland (EKM). Auch der leitende Pfarrer des Reformierten Kirchenkreises in der EKM trägt den Titel „Reformierter Senior“.

## Ost- und Südosteuropa
In den Ländern der Donaumonarchie sowie in Polen war Senior der Titel eines leitenden evangelischen Geistlichen auf regionaler Ebene, entsprach also dem, was andernorts meist Superintendent genannt wurde. In der Evangelischen Kirche A.B. in der Slowakischen Republik und der Evangelischen Kirche der Böhmischen Brüder hat sich diese Bezeichnung bis heute gehalten. In der Evangelischen Kirche A.B. in Österreich gab es innerhalb einer Superintendentur (Diözese) mehrere Seniorate, die jeweils von einem Senior geleitet wurden. Heute wird der gewählte Vertreter eines Superintendenten Senior genannt.

## Weitere Länder
In den Missionsgemeinden, die heute die Tamil Evangelical Lutheran Church bilden, war der Senior der von der Leipziger Mission eingesetzte Aufseher gegenüber den örtlichen Missionaren.